# Helmut Schlichtherle
Helmut Schlichtherle (* 1950 in Singen) ist ein deutscher Prähistorischer Archäologe, Unterwasserarchäologe mit Schwerpunkt Pfahlbausiedlungen und baden-württembergischer Denkmalpfleger.

## Leben
Helmut Schlichtherle studierte Ur- und Frühgeschichte, Paläontologie und Botanik an den Universitäten Tübingen, Göttingen und Freiburg. 1973 war er an der Sondage der jungneolithischen Siedlung von Hornstaad Hörnle beteiligt. 1979 wurde er mit einer Dissertation zu einem Thema zu neolithischen Ufersiedlungen am Bodensee promoviert.
Seine erste Anstellung führte ihn zum Landesdenkmalamt Baden-Württemberg. Seitdem führte er als Referent Projekte zur Erkundung prähistorischer Pfahlbausiedlungen durch und leitete zahlreiche Ausgrabungen am Bodensee und in der oberschwäbischen Seenplatte. Die Arbeiten mündeten in den Aufbau der „Arbeitsstelle Hemmenhofen“. Die Arbeitsstelle in Hemmenhofen, Teilort der Gemeinde Gaienhofen, im Landkreis Konstanz dient der Unterwasserarchäologie am Bodensee und der Moorarchäologie in Oberschwaben als Operationsbasis, umfasst mehrere naturwissenschaftliche Laboratorien und verfolgt mit einem Team von Archäologen und Naturwissenschaftlern siedlungsarchäologische Fragestellungen.
1997 wurde Schlichtherle zur Leitung des Referats „Unterwasserarchäologie“ des Landesdenkmalamtes Baden-Württemberg berufen. Seit der Verwaltungsreform 2005 und der Neuorganisation der Denkmalpflege bis zu seiner Pensionierung 2016 war er Leiter des Referates „Unterwasser- und Feuchtbodenarchäologie“ im neu gegründeten Landesamt für Denkmalpflege im Regierungspräsidium Stuttgart. Zu seinen Aufgaben gehörten die Ausführung von Rettungsgrabungen in den südwestdeutschen Binnengewässern, die Planung von Reservaten und die Koordination von Forschungsprojekten.
Er ist korrespondierendes Mitglied des Deutschen Archäologischen Instituts und Mitglied der Arbeitsgruppe „Underwater Heritage Management“ im Europae Archaeologiae Consilium (EAC). 